# Karl Fredrik Hanson
Karl Fredrik Hanson, född 9 september 1849 i Uddevalla, död 24 februari 1922 i Worcester, var en svenskamerikansk tonsättare. 
Hanson fick tidigt musikalisk utbildning, reste 1865 till USA och var sedan dess bosatt i Worcester i Massachusetts. Vid sidan av en omfattande handel med musikalier och musikinstrument ägnade han mycken tid åt sångens tjänst och verkat som ledare av flera svenska sångföreningar. Han komponerade ett antal smärre musikstycken samt kantater och operetter, bland vilka Tyrolean queen (1880), Princess Phosa (1895), Enchanted forest (1896), Frithiof and Ingeborg (1897) och Countess of Tivoli (1902) var de främsta.